# Sepultura
Sepultura je brazilski groove/thrash metal sastav. U ranoj fazi svog stvarateljstva sviraju kombinaciju death metala i thrash metala, dok su kasnije često opisivani kao groove metal. Ime duguje portugalskoj riječi Sepultura, što prevedeno na hrvatski znači grobnica. Svoje najuspješnije razdoblje imali su dok je im frontmen bio Max Cavalera, koji je napustio sastav 1996. godine.

## Povijest
Mnogo ljudi zna da je Sepultura počela kao mali sastav u ranim 80. u Belo Horizonteu, gradu u jugoistočnom Brazilu. I sudbina je bila darežljiva kad je dala Paula JR. (bas), Jairo Guedez (gitara), Max Cavalera (gitara, vokal) i Igora Cavaleru (bubnjevi) za metal glazbu. Brazilska death metal scena bila je na koljenima kad je Sepultura izdala prvi album 1985. - Bestial Devastation. Album je bio podijeljen s grupom Overdose i njihovim Seculo XX. Pjesme kao Antichrist i Bestial Advestation točno su označili koji je cilj Sepulture, a i njihove legije stalno rastućih fanova su ih razumili. Sljedeći korak je bio njihov samostalni album Morbid Visions iz 1986. Pun dobrih riffova i trajna himna Troops of Doom učinili su ovo metal remek-djelo poznatim širom Brazila, dajući priliku sastavu da ide na turneju. Ali to je bio i zadnji album s Jairo Guedezom, koji je nažalost odlučio otići iz sastava. Sepultura je rasla u brazilskoj sceni velikom brzinom i njihove potrebe za novim vodećim gitaristom upotpunio je Andreas Kisser, talentirani i pun novina kao nitko drugi, pridružio se grupi.
1987. je obilježena izdavanjem albuma Schizophrenia, primjerni klasik brazilskog metala i vrlo dobro producirani album s istaknutim pjesmama kao što su Escape to the Void i instrumentalna pjesma Inquisition Symphony. Sada je Sepultura ušla u svačije uho, imajući pozornost vani i u Brazilu. Schizophrenia je rijetka u Europi, prodana u 30.000 primjeraka za koje grupa nije dobila novac i pravo. Kod kuće, grupa je svirala u najnepoznatijim gradovima, kao što je Manaus pokraj Amazone u sjevernom Brazilu. Tražeći slavu, nakon ovog istaknutog albuma, Sepultura je potpisala za RoadRunner Records. Prvi album za RR bio je 1989. godine a nazvan je Beneath the Remains, krenuo je u pravcu nove metal glazbe. Grupa je snimila album u Brazilu i nije dobila neki novac, odlučili su pozvati producenta Scott Burnsa iz SAD-a.
Njegovo iskustvo i znanje bili su potrebni da donesu profesionalizam grupi, učeći ih da rade kao poznati. Burns je mixao i snimio album u SAD-u, što nije učinio nijedan sastav iz Brazila. Da bi proslavili Beneath the Remains, Sepultura je otišla na svoju prvu internacionalnu turneju. Išli su u Europu kao predgurpa legendarnoj metal grupi Sodom, proputovali SAD, otišli dalje do Meksika proslavljajući svoje ime po cijelom svijetu. Bila je to zapamćena turneja za grupu jer su upoznali neke od svojih idola, Metallicu i Motörhead, prešli preko berlinskog zida prije nego što je hladni rat bio gotov i snimili prvi spot. Inner Self je bila odabrana pjesma, jedna od najboljih pjesama na albumu uključujući i Beneath the Remains i Mass Hypnosis. Biti prva brazilska grupa koja je otišla izvan Brazila je bilo izvrsno, pa su zato mogli izaberati grupe koje će svirati drugi dio Rock in Rio festivala. Da obilježe provod, njihov sljedeći album Arise iz 1991. imao je očekivajuće izdanje kao rijedak album: Arise Rough Mixes danas je kolekcionarska stvar. Nakon sviranja u Rio de Janeirou, grupa je svirala nekoliko besplatnih koncerata u São Paulu na Charles Muller stadionu nedaleko od Pacaembu stadiona, kao velika zabava da proslave njihov povratak kući. Nažalost, pred 40.000 fanova, stvari su izmakle kontroli i jedan fan je ubijen. Ovaj tragični incident doveo je do straha koji je okruživao brazilske producente i pokazao je lošu stranu Sepulturinih fanova. U idućim godinama nastupat će u Brazilu samo nakon teških pregovora. Kako bilo, Arise turneja je bila uspješna po cijelom svijetu. Grupa je svirala u mjestima o kojima nikad nije sanjala da će svirati kao što su Grčka, Japan i Australia gdje je jedan od prvih grupinih singlova izdan pod imenom Third world posse. U Nizozemskoj, Sepultura je svirala na prvom većem festivalu Dynamo Open Air. Oko 100.000 fanova proslavilo je njihova dva koncerta rasprodana u Indoneziji, gdje su dobili zlatnu nakladu s albumom Arise. Uz singl Third World Chaos, izdani su singlovi za pjesme Under Siege i Dead Embryonic Cells. Dva spota su napravljena s albuma Arise, a to su Arise i Dead Embryonic Cells, i izdan je kućni video nazvan Under Siege, s koncerata iz Barcelone. Nakon što je sve rečeno, otpjevano i odsvirano Sepultura je dobila vrijeme za odmor.
Njihov najbolji rad izdan je 1993., sa zbunjućujom zabavom u starom dvorcu u Engleskoj gdje su se sastali svi novinari svijeta. S Chaos A.D. Sepultura je unijela još neke novosti u svoj brutalan zvuk, kao neke brazilske bubnjeve u instrumentalu Kaiowas. Territory je bio prvi singl s Chaos A.D. Taj spot je bio snimljen u Izraelu, što je bio korak naprijed za brazilsku grupu. Nakon toga grupa je dobila nagradu za najbolji spot na MTV Music Awards u Brazilu. Pjesme Refuse/Resist i Slave New World isto su postali singlovi i spotovi i kasnije su ta tri izdana kao kućni video. Ovaj zadivljujući album donio je i zadivljujuću turneju. Također su bili prva brazilska grupa koja je svirala u Rusiji i koja je nastupila na Monsters of Rock u Doningtonu, Engleska. U međuvremenu u Brazilu još uvijek nije bilo lako ugovoriti koncert zbog onog incidenta u São Paulu. Ali zahvaljujući brazilskom fanclubu grupa je napokon nastupila u svojoj državi. Radeći onoliko koliko su mogli, skupili su potpise i nastupili na Holliwood Rock festivalu. 1994. Max je napravio projekt s Alex Newportom iz gruoe Fudge Tunnel. Nazvali su ga Nailbomb i snimili album Point Blank sa specijalnim gostima; Andreas Kisser, Igor Cavalera, Dino Cazares (Fear Factory). Nailbomb je snimio drugi i zadnji album dok su svirali na Dynamo Open Air pred 100.000 gledatelja. Bio je to brzi, ali jaki projekt i dobio je status kulta među Sepulturinim fanovima. Do onda Sepultura je napisala svoj dio prošlosti i glazbe i slavila je desetljeće postojanja, ali grupa je još uvijek imala potrebu za stvaranjem, izumljivanjem i prelaženjem na viši nivo.
I otišli su na viši nivo kad su 1996. snimili novi album nazvan Roots. Odmah se vidi po imenu albuma od čega su članovi dobili inspiraciju. Mnogo brazilskih osoba moľe biti nađeno u ovom albumu, ali najjače je bez sumnje ono s brazilskim narodnim plemenom Xavantes. Grupa je živjela nekoliko dana s plemenom i snimila pjesmu "Itsari". Pjesme "Roots Bloody Roots", "Attitude" i "Ratamahatta" svi su postali singlovi i spotovi. Prvi spot je bio snimljen u Salvadoru, gradu u kojem se rodio Brazil. Attitude spot prikazuje Gracie family, brazilske sport legende, i izumitelje brazilskog Jiu-Jitsua. Ratamahatta je pjesma na portugalskom i gostuje brazilski bubnjar Carlinhos Brown. Spot za tu pjesmu dobio je nagradu za najbolji spot na MTV Music Awards u Brazilu, to je jedinI spot Seputlure u kojemu nema ljudi. Grupa je zatim izdala dvostruki posljednji album nazvan the Roots of Sepultura, s običnom verzijom Rootsa i s povješću grupe na drugom CD-u. "Roots" turneja je trebala početi i imala je gostovanja na nekoliko velikih festivala. Tragedija je uhvatila grupu kad su nastupali na Monsters of Rock. Dobili su tužnu vijest da je umro bliski član Seputlure, sin grupinog menadžera i Maxovog pastorka Dana Wells. Brzo koliko bilo moguće Max je odletio u SAD i grupa je morala po prvi put svirati kao tročlana grupa, u jednom od najvažnijih koncerata u karijeri. Neki muzičari su im pomogli pa je grupa uspjela, bili su povrijeđeni i tužni, ali nisu napustili svoje fanove taj dan. Publika je razumjela situaciju i dala poštovanje grupi s minutom šutnje. Nakon ovog koncerta Sepultura je otišla na odmor i dala zadnje poštovanje Dani, ali se brzo vratila na turneju. Grupa je napravila produžene i uspješne koncerte tijekom ove turneje, ali ubrzo su se osjetili zategnuti odnosi među članovima. Nekad se nisu slagali s menadžerom. Nažalost, menadžer im je bila Maxova žena i nisu se mogli slagati jedni s drugima. Dali su prijedlog da Maxov menadžer bude njegova žena. Umjesto toga Max je odlučio napustiti grupu. Grupa je morala prekinuti ostatak turneje i budućnost grupe je bila neizvjesna. Oporavljajući se od šoka, znali su da ne smiju završiti ovako rano i ostaviti svoje fanove, za neke je Sepultura samo grupa, ali ona je i ideologija.
Ubrzo su počeli raditi kao trojac na novom albumu. Max Cavalera je osnovao novu grupu Soulfly. Igor, Paul i Andreas našli su novi put u svojoj glazbi. Ovaj put je doveo mnoge promjene na Paulovom basu, a Andrea je pjevao za neko vrijeme, i jer nikad nije pjevao, nije mu išlo dobro. Sepultura je raspisala audiciju za novog pjevača. Demokasete stizale su u RR iz cijelog svijeta, a proces odabiranja bio je vrlo težak. Mali broj vokalista bio je dobar u pjevanju. Svaki od njih dobio kazetu na kojoj je dobio neke pjesme koje je morao otpjevati, uključujući i pisanje nekih tekstova prije sastanka s grupom. Zadnja audicija bila je u Brazilu. Odmah od početka grupa je bila zadivljena s Derrick Greenom. Derrick se osjećao ugodno u Brazilu, postao je nogometni fan i dobro se slagao s grupom. Derrick je bio čovjek kakvog je Sepultura tražila i postao je član porodice. Kad im se Derrick pridružio, većina pjesama je bila napisana, samo su vokali nedostajali, a grupa je bila u žurbi da napravi novi album. Još uvijek su radili sve najbolje i Against je izdan 1998. Kao vrlo emocionalan album, Against se pokušava približiti starom zvuku Sepulture i dobiti povjerenje svojih fanova. Mnogi gosti su bili na albumu. Zatim je došlo vrijeme da se fanovima kaže istina da Sepultura nije mrtva nego da živi. Taj događaj je obilježen početkom turneje Noise Against Hunger. Fanovi su dobro pozdravili dolazak Derricka. Singlovi Tribes, Against i Choke su izdani kao singlovi. Against turneja je bila uspješna, dolazeći u sve zemlje svijeta. Sepultura se pridružila thrash legendama Slayeru kako bi išli na turneju s njima stajući na kraj izjavama da se te dvije grupe ne vole. Nakon velikh želja Sepulturinih fanova, sastav je došao opet u Brazil da svira pred svojom publikom. Čim je turneja bila gotova bacili su se na rad na novom albumu. Godine Againsta bile su dodatna energija da se napravi Nation. Andreas, Paulu, Igor i Derrick sami su napisali album stvorivši utopijski svijet - specijalno mjesto za: fanove, prijatelje i porodicu. Tekst pjesme Sepulnation objašnjava to da je njihova glazba njihovo oružje.

Nakon snimanja Mini CD-a Revolusongs, sastav izdaje album Roorback 2003. godine., te su pokupili mnoštvo dobrih kritika i uspješno završili još jednu turneju. U studenom 2005. izlazi DVD izdanje Live in Sao Paulo. To je bilo prvo službeno live izdanje Sepulture. Sastav potpisuje ugovor s izdavačkom kućom SPV GmbH čiji je prioritet bio prikazati njihovu glazbu čim je moguće više ljudi, te je tako Sepultura dobila još bolju promociju. Novi album, nazvan Dante XXI u prodaju je pušten u ožujku 2006. Album je baziran na Danteovoj Božanstvenoj komediji.
Idući album A-Lex objavljen 2009., također je konceptualan, te se bazira na knjizi te istoimenom filmu Paklena naranča. Svoj dvanaesti i zasada posljednji album Kairos objavili su u lipnju 2011. te im je prvi pod izdavačkom kućom Nuclear Blast.

## Članovi sastava[1]
| Trenutna postava - Paulo Jr. — bas-gitara (1984. - danas) - Andreas Kisser — gitara (1987. - danas) - Derrick Green — vokali, dodatna gitara (1998. - danas) - Eloy Casagrande — bubnjevi (2011. - danas) Bivši članovi - Roberto "Gato" Raffan — bas-gitara (1994.) - Beto Pinga — bubnjevi (1984.) - Igor Cavalera — bubnjevi (1984. – 2006.) - Cássio — gitara (1984.) - Roberto UFO — gitara (1984.) - Max Cavalera — gitara (1984. – 1996.), vokali (1985. — 1996.) - Wagner Antichrist — vokali (1984. – 1985.) - Jairo Tormentor — gitara (1985. – 1987.) - Julio Cesar Vieira Franco — gitara (1985.) - Jean Dolabella — bubnjevi (2006. – 2011.) |  | Bivši koncertni članovi - Silvio Golfetti — gitara (1991.) - Guilherme Martin — bubnjevi (2005.) - Roy Mayorga — bubnjevi (2006.) - Amílcar Christófaro — bubnjevi (2011.) - Kevin Foley — bubnjevi (2013.) |

## Diskografija
Studijski albumi
- Morbid Visions (1986.)
- Schizophrenia (1987.)
- Beneath the Remains (1989.)
- Arise (1991.)
- Chaos A.D. (1993.)
- Roots (1996.)
- Against (1998.)
- Nation (2001.)
- Roorback (2003.)
- Dante XXI (2006.)
- A-Lex (2009.)
- Kairos (2011.)
- The Mediator Between Head and Hands Must Be the Heart (2013.)
- Machine Messiah (2017.)
- Quadra (2020.)

EP-ovi
- Bestial Devastation (1985.)
- Third World Posse (1992.)
- Refuse / Resist (1994.)
- Slave New World (1994.)
- Natural Born Blasters (1996.)
- Roots Bloody Roots (1996.)
- Ratamahatta (1996.)
- Attitude (1996.)
- Procreation of the Wicked (1997.)
- Tribus (1999.)
- Revolusongs (2002.)
- Dupla Identidade (2014.)

Koncertni albumi
- Under a Pale Grey Sky (2002.)
- Live in São Paulo (2005.)

## Vanjske poveznice
- Sepultura, službene stranice